# Johan Lampa
Johan Lampa, född 5 april 1671, död 15 februari 1748, var en svensk bryggare, riksdagsledamot och politiker.

## Biografi
Johan Lampa föddes 1671. Han var son till bryggareåldermannen Claes Lampa (1627–1709) och Lucia Schick. Lampa arbetade som bryggare i Stockholm och blev senare ålderman. Han avled 1748.
Lampa var riksdagsledamot för borgarståndet i Stockholm vid riksdagen 1713–1714, riksdagen 1720, riksdagen 1723 och riksdagen 1731.
Lampa gifte sig första gången 1691 med Katarina Gieding (död 1701) och andra gången 1702 med Elisabet Westerman (1683–1760). De fick tillsammans sonen kaptenen Fredrik Lagersvärd (1723–1804).